# Andro Żordania
Andro Żordania, gruz. ანდრო ჟორდანია, ros. Андрей (Андро) Дмитриевич Жордания, Andriej (Andro) Dmitrijewicz Żordanija (ur. 22 października?/4 listopada 1904 w Lanczchuti, Imperium Rosyjskie, zm. 25 kwietnia 1974 w Tbilisi, Gruzińska SRR) – gruziński piłkarz grający na pozycji pomocnika, trener piłkarski.

## Kariera piłkarska
W 1922 rozpoczął karierę piłkarską w drużynie TGU Tiflis. W 1925 został zaproszony do klubu Dinamo Tiflis. W 1929 bronił barw Dynama Dniepropetrowsk, po czym wrócił do Dinama Tiflis. Grał w reprezentacjach Tiflisu (1922-1928, 1931), Gruzji (1922-1928), Zakaukazia (1922-1928, 1930-1931), Ukrainy (1929), Dniepropetrowska (1929). Od 1932 do 1940 występował w zespołach z Iwanowo - Dinamo, Spartak oraz Osnowa. Po rozpoczęciu wojny niemiecko-radzieckiej brał udział w działaniach wojennych w szeregach Armii Czerwonej. Został odznaczony wieloma medalami.

## Kariera trenerska
Jeszcze będąc piłkarzem rozpoczął pracę szkoleniowca. Od 1936 do 1941 łączył funkcje trenera i piłkarza w Spartaku Iwanowo, który potem zmienił nazwę na Osnowa Iwanowo. Po zakończeniu II wojny światowej powrócił do trenowania. Wielokrotnie prowadził Dinamo Tbilisi, zdobywając z nim wiele trofeów. W latach 1948–1967 trenował kluby Spartaki Tbilisi, Krasnoje Znamia Iwanowo, Torpedo Kutaisi, Lokomotiwi Tbilisi i Meszachte Tkibuli.
25 kwietnia 1974 zmarł w Tbilisi w wieku 69 lat.

## Sukcesy i odznaczenia

### Sukcesy piłkarskie
Spartak Moskwa
- wicemistrz ZSRR: 1931
- brązowy medalista Mistrzostw ZSRR: 1924

### Sukcesy trenerskie
- brązowy medalista Mistrzostw ZSRR: 1946, 1947, 1959
- finalista Pucharu ZSRR: 1946,1960
- zdobywca Pucharu Rosyjskiej FSRR: 1940

### Sukcesy indywidualne
- wybrany do listy 33 najlepszych piłkarzy ZSRR: Nr 3 (1933)

### Odznaczenia
- tytuł Zasłużonego Mistrza Sportu ZSRR: 1947
- tytuł Zasłużonego Trenera ZSRR: 1960